# Cratere Galimov
Galimov è un cratere lunare di 33 km situato nella parte sud-orientale della faccia nascosta della Luna.